# Tumultos na Indonésia em maio de 1998
Os distúrbios de maio de 1998 na Indonésia (em indonésio:  Kerusuhan Mei 1998), também conhecida como a tragédia de 1998 (Tragedi 1998) ou simplesmente o evento de 1998 ( Peristiwa 1998), foram incidentes de violência em massa, manifestações e distúrbios civis de natureza racial que ocorreram em toda a Indonésia, principalmente em Medan, no província de Sumatra do Norte (4 a 8 de maio), a capital Jacarta (12 a 15 de maio) e Surakarta (também chamada de Solo) na província de Java Central (13 a 15 de maio). Isso acabou levando à renúncia do presidente Suharto e à queda do governo da Nova Ordem.

## Fundo
Em 27 de julho de 1996, soldados, policiais e civis atacaram a sede do Partido Democrático Indonésio ( Partai Demokrasi Indonesia, PDI) no centro de Jacarta, que foi ocupada por partidários da líder do partido Megawati Sukarnoputri, filha do ex-presidente Sukarno. Megawati foi escolhida como líder do partido no congresso geral em dezembro de 1993. Sua escolha, no entanto, foi vista como uma ameaça pelo governo da Nova Ordem, que suprimiu a liberdade de expressão durante seus 30 anos no poder. O apoio popular a Megawati e ao PDI ameaçava o domínio do partido governista Golkar. O governo declarou inválida a nomeação de Megawati e organizou um novo congresso em junho de 1996, durante o qual um novo líder do partido foi escolhido. Os agressores disseram que estavam agindo em nome da liderança legítima do partido. O incidente evoluiu para dois dias de tumultos em Jacarta que o governo atribuiu ao ilegal Partido Democrático do Povo ( Partai Rakyat Demokratik, PRD). violência continuou até a eleição de 29 de maio de 1997, vencida por Golkar com 74% dos votos. O PDI dividido recebeu apenas 3% dos votos, enquanto o Partido de Desenvolvimento Unido, em sua maioria muçulmano ( Partai Persatuan Pembangunan, PPP) recebeu 22%.

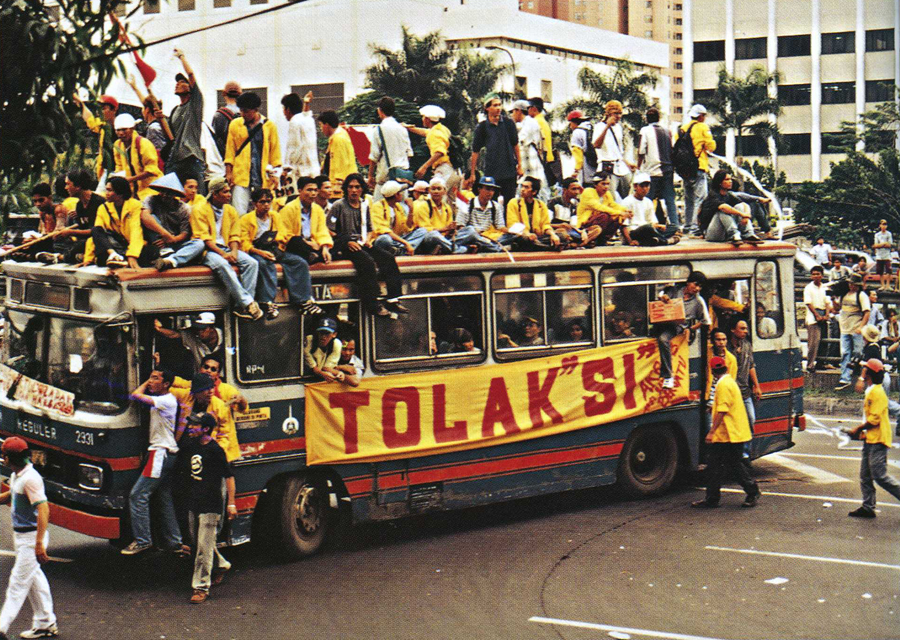
Os alunos da Universidade de Trisakti demonstram rejeitar a Sessão Especial de 1998 da Assembleia Consultiva do Povo, que elegeu Suharto para sete mandatos consecutivos de cinco anos como presidente entre 1968 e 1998.

A eleição foi marcada por casos generalizados de fraude eleitoral, causando protestos públicos, especialmente entre os apoiadores do PPP, que havia apelado ao governo para seguir um processo democrático para que os resultados não fossem rejeitados pelo público.
Suharto foi eleito pela Assembleia Consultiva do Povo (Majelis Permusyawaratan Rakyat, MPR) para um sétimo mandato de cinco anos consecutivos como presidente em março. Apesar dos apelos para reformas econômicas e políticas, seu controverso Sétimo Gabinete de Desenvolvimento incluía seus familiares e comparsas, incluindo o protegido B. J. Habibie como vice-presidente. As demonstrações dos alunos nas universidades aumentaram de intensidade após esses eventos.

## Tumultos

### Medan (4 a 8 de maio)
No início de maio, os alunos faziam manifestações em campi em Medan por quase dois meses. O número crescente de manifestantes foi acompanhado por pedidos crescentes do público por reformas gerais. Em 27 de abril, a morte de um estudante em um acidente de veículo foi atribuída a oficiais de segurança que atiraram gás lacrimogêneo contra o campus. Nos dias seguintes, os confrontos entre estudantes e forças de segurança aumentaram.
Quando o governo anunciou em 4 de maio que aumentaria o preço da gasolina em 70% e triplicaria o preço da eletricidade, grupos de campus reagiram. Mais de 500 alunos se reuniram no Instituto Estadual de Treinamento e Educação de Professores ( Institut Keguruan dan Ilmu Pendidikan Negeri, IKIP Negeri). As forças de segurança barricaram o campus para evitar que os alunos saiam e, supostamente, jogaram bombas molotov contra os manifestantes durante o dia. Embora os alunos tenham se dispersado no final da tarde, forças de reposição foram trazidas para mantê-los no campus durante a noite. Quando eles puderam voltar para casa horas depois, a polícia supostamente parou um grupo de estudantes e os agrediu. notícia deste ataque se espalhou por várias testemunhas, e um grande grupo posteriormente atacou e destruiu um posto da polícia de trânsito. Com a fuga da polícia em menor número, os manifestantes começaram a atacar shoppings e outro posto policial. Milhares saíram às ruas e queimaram carros e lojas tarde da noite.

### Jacarta (12 a 14 de maio)

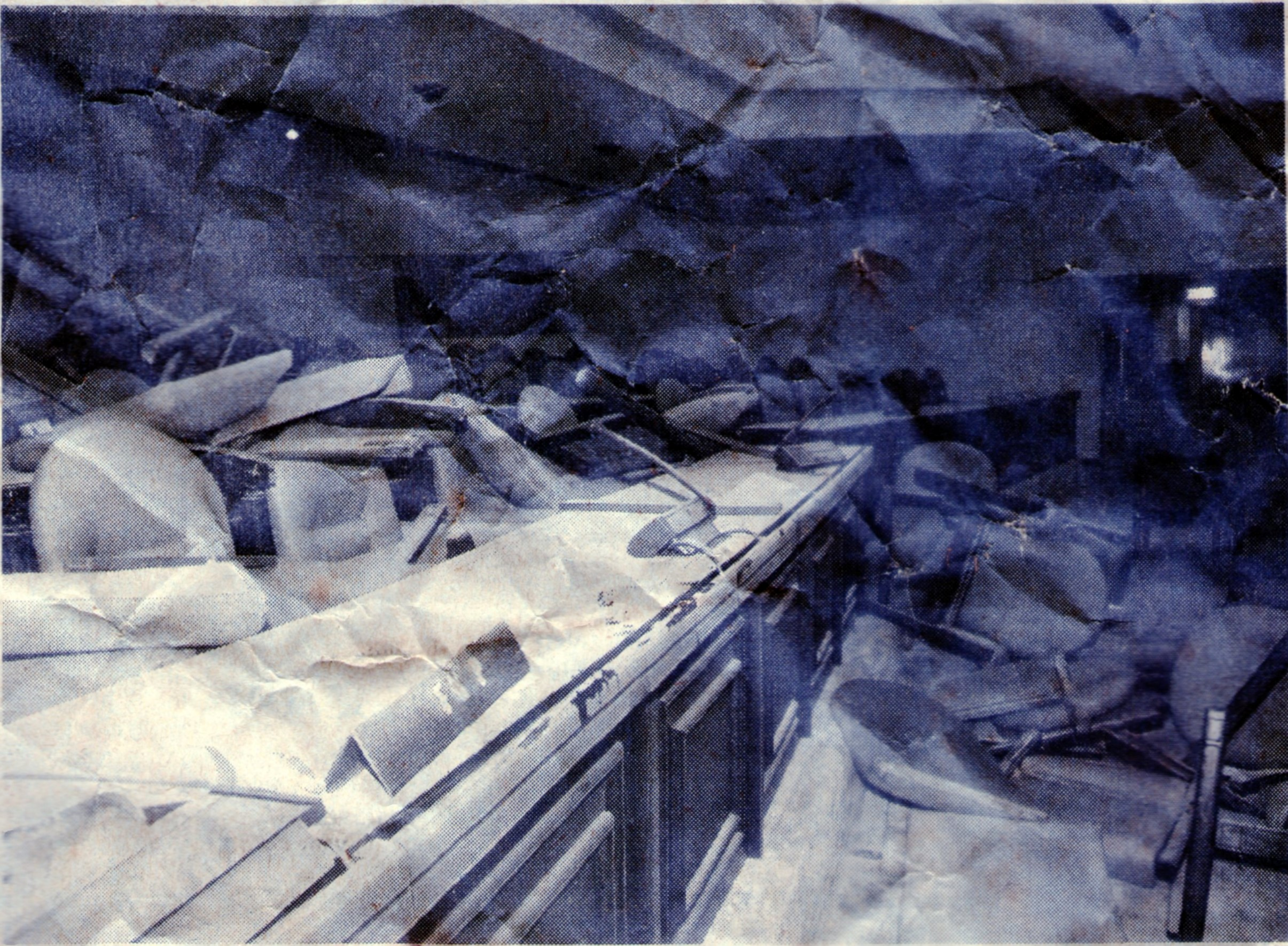
Destruiu a sala de audiências do DPR / MPR, após ser ocupada por estudantes.

O campus da Universidade Trisakti em Grogol, oeste de Jacarta, se tornou o local de uma reunião de 10 000 alunos em 12 de maio. Eles planejaram marchar para o sul em direção ao prédio do Parlamento, mas as forças de segurança se recusaram a permitir que eles deixassem o campus. Os estudantes universitários realizaram um protesto fora dos portões do campus, no qual a polícia atirou e os manifestantes responderam atirando pedras contra os policiais. No caos que se seguiu, quatro estudantes foram mortos. Catalisada pelas mortes de estudantes, violência em massa ocorreu em Jacarta no dia seguinte. lojas de departamentos foram barricadas e incendiadas.

### Surakarta (14 a 15 de maio)
Os protestos estudantis em Surakarta (também chamado de Solo) começaram já em março na Universidade Muhammadiyah de Surakarta ( Universitas Muhammadiyah Surakarta, UMS) e a Universidade Sebelas Maret (11 de março) ( Universitas Negeri Sebelas Maret, UNS) e cresceu nos dois meses seguintes, levando a polícia a enviar policiais para fora de ambos os campi para impedi-los de entrar nas ruas. Em 8 de maio, mais tarde conhecido como "Sexta-feira Sangrenta", um confronto entre estudantes da UNS e forças policiais resultou em centenas de estudantes feridos. Também houve evidências de tiros quando a polícia lançou bombas de gás lacrimogêneo e disparou balas de borracha.
Estudantes da UMS entraram em confronto com as forças de segurança em 14 de maio durante um protesto contra o tiroteio de Trisakti em Jacarta. As forças de segurança não conseguiram dispersar o grupo, e a multidão enfurecida de 1 000 pessoas se mudou para o leste da cidade. A multidão atacava bancos e prédios públicos no centro da cidade e impedia os policiais de chegar à prefeitura. A partir daí, eles se dividiram em grupos menores e atacaram os distritos vizinhos de Surakarta. Mais pessoas foram para as ruas quando os pneus foram incendiados nos cruzamentos. Como 11 companhias da Brimob, forças de controle de multidão e soldados Kostrad permaneceram no campus da UMS, o centro de Surakarta ficou desprotegido. Além disso, membros do Kopassus ( forças especiais ) deixaram a cidade no início do dia.

## Resposta

### Resposta do governo

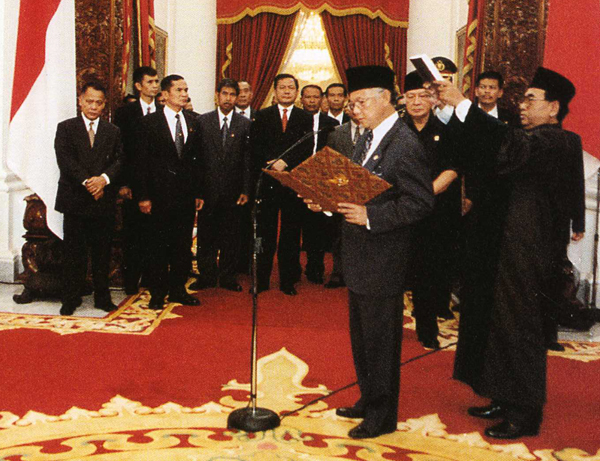
BJ Habibie faz o juramento presidencial após a renúncia de Suharto, uma semana após a violência. Mais tarde, ele nomeou uma equipe de investigação para investigar os distúrbios de maio.

A violência em Medan chamou a atenção dos oficiais de segurança nacional. General Wiranto, Comandante das Forças Armadas ( Panglima Angkatan Bersenjata, Pangab ou ABRI de Panglima), percorreu as áreas afetadas em 6 de maio e mobilizou suas forças para ajudar a restaurar a calma na cidade. Dois dias depois, o tenente-general Prabowo Subianto do Kostrad (Reserva Estratégica do Exército) implantou uma de suas unidades "para apoiar as tropas locais e garantiu ao público que outras estavam prontas para entrar em áreas problemáticas, caso fosse necessário". Nenhum dos esforços, no entanto, foi capaz de conter a violência, pois os tumultos continuaram em Medan por mais três dias após a visita de Wiranto, levando o público a acreditar que poucas ordens foram cumpridas pelas unidades implantadas. ordem foi finalmente restaurada quando o comandante militar regional Yuzaini solicitou a ajuda de líderes comunitários e organizações de jovens para organizar patrulhas locais ( siskamling ) com as forças de segurança. inação da segurança continuou enquanto a violência aumentava em Jacarta e a liderança militar encarregada da segurança na capital - Wiranto, Prabowo e o general Susilo Bambang Yudhoyono - estavam ausentes. A resposta militar e policial na capital foi inconsistente. Soldados na área norte de Mangga Besar supostamente ficaram ao lado e permitiram que saqueadores saíssem com os bens roubados. Em Slipi, a oeste, os soldados teriam arriscado suas vidas para proteger os civis.
Em Surakarta, o representante das Forças Armadas, o coronel Sriyanto, negou as acusações de negligência por parte dos militares. Ele afirmou que as forças terrestres eram limitadas porque algumas unidades estavam a caminho de Jacarta, enquanto as poucas que ficaram para trás estavam ajudando a polícia a controlar os manifestantes na Universidade Muhammadiyah. Em sua maioria, os militares retrataram a violência "em termos de turbas enlouquecidas, agindo de forma incontrolável e espontânea, superando as forças de segurança". Susuhunan Pakubuwono XII, o monarca tradicional de Surakarta, condenou a violência como um comportamento "não wong Solo (Solonese) ". Ele também fez uma rara aparição em 19 de maio para demonstrar a solidariedade das elites às vítimas da violência. Em uma reunião com 5 000 estudantes em seu complexo de palácio, ele prometeu uma quantia simbólica de 1 111 111 Rupias para apoiar os pedidos de reforma dos estudantes.

Como era evidente que Suharto havia perdido o controle de seus líderes militares, ele renunciou uma semana após a violência de 21 de maio.

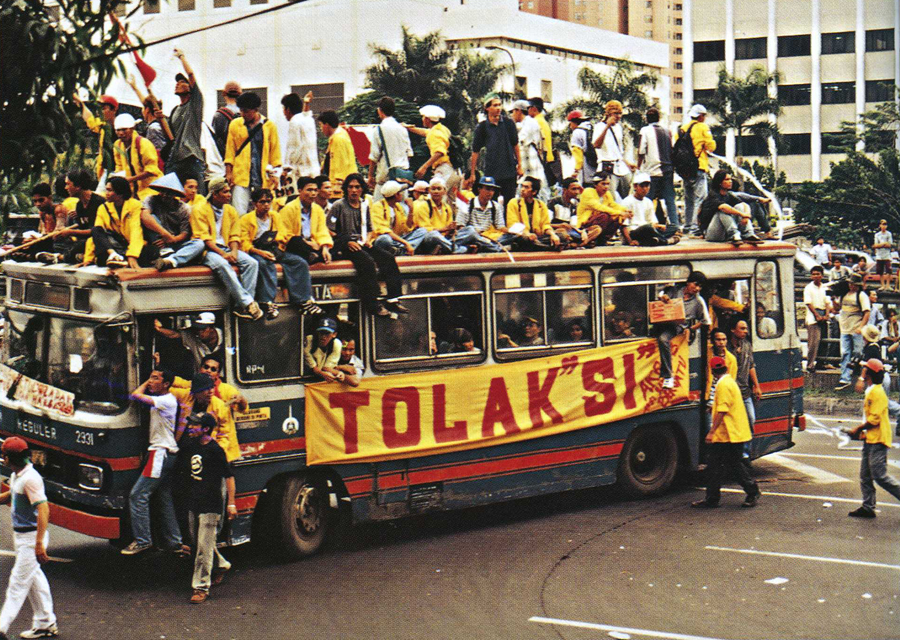
Estudantes marcham para rejeitar uma sessão especial do MPR em novembro de 1998.

## Envolvimento militar
Com base em relatos de inação militar durante os distúrbios, o TGPF fez uma alegação sem precedentes contra a elite militar. A equipe concluiu que "as Forças Armadas não conseguiram prever o tumulto, que havia falta de comunicação adequada entre os comandantes e os que estavam em terra e que, como consequência, as forças responderam tardiamente na maioria dos casos e às vezes de jeito nenhum". soldados supostamente permitiram que os distúrbios continuassem em algumas áreas, enquanto outros hesitaram em atirar contra civis de acordo com a doutrina das Forças Armadas. Evidências de tomada de decisão nos "níveis mais altos" do governo levaram a equipe a concluir que a violência era "um esforço para criar uma situação crítica que exigia uma forma de governo extra-constitucional para controlar a situação". No entanto, seus membros admitiram que a história carecia de uma ligação crucial entre os militares e os manifestantes.

### Trabalhos acadêmicos
- McGlynn, John H.;  et al. (2007) [2005]. Indonesia in the Soeharto Years: Issues, Incidents and Images 2nd ed. Jakarta: The Lontar Foundation. ISBN 978-9971-69-358-9
- Ong, Aihwa (2005). «Chinese Diaspora Politics and Its Fallout in a Cyber Age». In:  Ember, Melvin; Ember, Carol R.; Skoggard, Ian. Encyclopedia of Diasporas: Immigrant and Refugee Cultures Around the World. New York, N.Y.: Springer Science+Business Media. pp. 392–403. ISBN 978-0-387-29904-4 Verifique o valor de |name-list-format=amp (ajuda)
- Purdey, Jemma (2006). Anti-Chinese Violence in Indonesia, 1996–1999. Honolulu, H.I.: University of Hawaii Press. ISBN 978-0-8248-3057-1
- Setiono, Benny G. (2003). Tionghoa dalam Pusaran Politik [Indonesia's Chinese Community under Political Turmoil] (em indonésio). Jakarta: Elkasa. ISBN 978-979-96887-4-3
- Suryadinata, Leo (2004). «Chinese Migration and Adaptation in Southeast Asia: The Last Half-Century». In:  Ananta, Aris; Arifin, Evi Nurvidya. International Migration in Southeast Asia. Singapore: Institute of Southeast Asian Studies. pp. 71–93. ISBN 978-981-230-278-6 Verifique o valor de |name-list-format=amp (ajuda)

### Relatórios
- Hamid, Usman; Prasetyo, Stanley Yosep Adi; Zen, A. Patra M.; Hutapea, Hotma Timbul (2005). Menatap Wajah Korban: Upaya Mendorong Penyelesaian Hukum Kejahatan Terhadap Kemanusiaan Dalam Peristiwa Kerusuhan Mei 1998 (em indonésio). Jakarta: Solidaritas Nusa Bangsa. ISBN 978-979-96038-4-5 Verifique o valor de |name-list-format=amp (ajuda)
- Jusuf, Ester Indahyani; Simanjorang, Raymond R. (2005). Reka Ulang Kerusuhan Mei 1998 (em indonésio). Jakarta: Tim Solidaritas Kasus Kerusuhan Mei 1998. ISBN 978-979-96038-5-2 Verifique o valor de |name-list-format=amp (ajuda)
- Tim Gabungan Pencari Fakta (1998). Laporan Akhir Peristiwa Kerusuhan Tanggal 13–15 Mei: Jakarta, Solo, Palembang, Lampung, Surabaya dan Medan (em indonésio). Jakarta: Tim Gabungan Pencari Fakta. OCLC 318092229